# Lycosa punctiventralis
Lycosa punctiventralis är en spindelart som först beskrevs av Roewer 1951.  Lycosa punctiventralis ingår i släktet Lycosa och familjen vargspindlar. Inga underarter finns listade i Catalogue of Life.